# Női 100 méteres hátúszás a 2011-es úszó-világbajnokságon
A női 100 méteres hátúszást a 2011-es úszó-világbajnokságon július 25-én és 26-án rendezték meg. Előbb a selejtezőket és az elődöntőket. Másnap a döntőt.

## Rekordok
|                               | Név             | Nemzetiség | Idő   | Helyszín | Dátum            |
| ----------------------------- | --------------- | ---------- | ----- | -------- | ---------------- |
| Világcsúcs Világbajnoki csúcs | Gemma Spofforth | GBR        | 58.12 | Róma     | 2009. július 28. |

## Érmesek
| Arany            | Ezüst                             | Bronz                                        |
| Kína · Zhao Jing | Oroszország · Anasztaszija Zujeva | Amerikai Egyesült Államok · Natalie Coughlin |

## Eredmények

### Selejtezők
| Helyezés | Selejtező | Pálya | Név                    | Nemzetiség | Idő     | Megj. |
| -------- | --------- | ----- | ---------------------- | ---------- | ------- | ----- |
| 1        | 6         | 3     | Natalie Coughlin       | USA        | 59.73   | Q     |
| 2        | 7         | 2     | Sinead Russell         | CAN        | 59.80   | Q     |
| 3        | 5         | 4     | Emily Seebohm          | AUS        | 59.87   | Q     |
| 4        | 6         | 4     | Aya Terakawa           | JPN        | 59.95   | Q     |
| 5        | 6         | 6     | Elizabeth Pelton       | USA        | 1:00.19 | Q     |
| 6        | 7         | 3     | Belinda Hocking        | AUS        | 1:00.23 | Q     |
| 7        | 5         | 3     | Shiho Sakai            | JPN        | 1:00.34 | Q     |
| 8        | 6         | 5     | Elizabeth Simmonds     | GBR        | 1:00.38 | Q     |
| 9        | 6         | 1     | Sharon van Rouwendaal  | NED        | 1:00.61 | Q     |
| 10       | 7         | 4     | Zhao Jing              | CHN        | 1:00.66 | Q     |
| 11       | 5         | 6     | Julia Wilkinson        | CAN        | 1:00.82 | Q     |
| 12       | 7         | 5     | Anasztaszija Zujeva    | RUS        | 1:00.88 | Q     |
| 13       | 5         | 2     | Duane da Rocha         | ESP        | 1:01.19 | Q     |
| 14       | 4         | 3     | Karin Prinsloo         | RSA        | 1:01.34 | Q     |
| 15       | 5         | 1     | Darina Zevina          | UKR        | 1:01.36 | Q     |
| 16       | 7         | 8     | Ekaterina Avramova     | BUL        | 1:01.39 | Q NR  |
| 17       | 6         | 7     | Melissa Ingram         | NZL        | 1:01.48 |       |
| 18       | 7         | 7     | Mercedes Peris         | ESP        | 1:01.55 |       |
| 19       | 5         | 7     | Kszenyija Moszkvina    | RUS        | 1:01.59 |       |
| 20       | 7         | 1     | Elena Gemo             | ITA        | 1:01.62 |       |
| 21       | 6         | 2     | Jenny Mensing          | GER        | 1:01.64 |       |
| 22       | 7         | 6     | Gao Chang              | CHN        | 1:01.84 |       |
| 23       | 5         | 5     | Gemma Spofforth        | GBR        | 1:01.89 |       |
| 24       | 4         | 2     | Mie Nielsen            | DEN        | 1:01.90 |       |
| 25       | 4         | 7     | Alicja Tchorz          | POL        | 1:02.04 |       |
| 26       | 6         | 8     | Maria Gonzalez Ramirez | MEX        | 1:02.16 |       |
| 27       | 4         | 8     | Lau Yin Yan            | HKG        | 1:02.45 |       |
| 28       | 4         | 1     | Kimberly Buys          | BEL        | 1:02.48 |       |
| 29       | 2         | 5     | Anja Čarman            | SVN        | 1:02.61 |       |
| 30       | 4         | 5     | Simona Baumrtová       | CZE        | 1:02.71 |       |
| 31       | 3         | 1     | Sanja Jovanović        | CRO        | 1:02.75 |       |
| 32       | 5         | 8     | Alina Vac              | UKR        | 1:02.80 |       |
| 33       | 2         | 3     | Yulduz Kuchkarova      | UZB        | 1:02.98 |       |
| 34       | 2         | 6     | Anna Volchkov          | ISR        | 1:03.12 |       |
| 35       | 3         | 2     | Hanna-Maria Seppälä    | FIN        | 1:03.18 |       |
| 36       | 4         | 6     | Therese Svendsen       | SWE        | 1:03.36 |       |
| 37       | 3         | 5     | Melanie Nocher         | IRL        | 1:03.43 |       |
| 38       | 2         | 4     | Kiera Aitken           | BER        | 1:03.59 |       |
| 39       | 3         | 6     | Hazal Sarikaya         | TUR        | 1:03.69 |       |
| 40       | 3         | 7     | Yekaterina Rudenko     | KAZ        | 1:03.78 |       |
| 41       | 4         | 4     | Szvjatlana Hahlova     | BLR        | 1:03.99 |       |
| 42       | 3         | 3     | Alana Dillette         | BAH        | 1:04.27 |       |
| 43       | 3         | 4     | Etiene Medeiros        | BRA        | 1:05.18 |       |
| 44       | 2         | 2     | Tiffany Sudarma        | INA        | 1:05.19 |       |
| 45       | 2         | 1     | Tatiana Perstneva      | MDA        | 1:05.35 |       |
| 46       | 2         | 7     | Monica Ramirez Abella  | AND        | 1:05.56 |       |
| 47       | 1         | 4     | Ines Remarsaro         | URU        | 1:05.73 |       |
| 48       | 2         | 8     | Karen Vilorio          | HON        | 1:07.15 |       |
| 49       | 3         | 8     | Shana Lim              | SIN        | 1:07.23 |       |
| 50       | 1         | 5     | Siona Huxley           | LCA        | 1:08.96 |       |
| 51       | 1         | 3     | Anahit Barseghyan      | ARM        | 1:08.99 |       |
| 52       | 1         | 6     | Jessika Cossa          | MOZ        | 1:09.74 |       |
| 53       | 1         | 2     | Angelique Trinquier    | MON        | 1:11.38 |       |

### Elődöntők

#### Első elődöntő
| Helyezés | Pálya | Név                 | Nemzetiség | Idő     | Megj. |
| -------- | ----- | ------------------- | ---------- | ------- | ----- |
| 1        | 7     | Anasztaszija Zujeva | RUS        | 59.41   | Q     |
| 2        | 2     | Zhao Jing           | CHN        | 59.44   | Q     |
| 3        | 4     | Sinead Russell      | CAN        | 59.68   | Q, NR |
| 4        | 3     | Belinda Hocking     | AUS        | 59.69   | Q     |
| 5        | 6     | Elizabeth Simmonds  | GBR        | 59.80   | Q     |
| 6        | 5     | Aya Terakawa        | JPN        | 59.81   | Q     |
| 7        | 8     | Ekaterina Avramova  | BUL        | 1:01.10 | NR    |
| 8        | 1     | Karin Prinsloo      | RSA        | 1:01.54 |       |

#### Második elődöntő
| Helyezés | Pálya | Név                   | Nemzetiség | Idő     | Megj. |
| -------- | ----- | --------------------- | ---------- | ------- | ----- |
| 1        | 4     | Natalie Coughlin      | USA        | 59.38   | Q     |
| 2        | 5     | Emily Seebohm         | AUS        | 59.54   | Q     |
| 3        | 6     | Shiho Sakai           | JPN        | 59.94   |       |
| 4        | 8     | Darina Zevina         | UKR        | 1:00.05 | NR    |
| 5        | 2     | Sharon van Rouwendaal | NED        | 1:00.14 |       |
| 5        | 3     | Elizabeth Pelton      | USA        | 1:00.14 |       |
| 7        | 7     | Julia Wilkinson       | CAN        | 1:00.35 |       |
| 8        | 1     | Duane da Rocha        | ESP        | 1:00.55 |       |

### Döntő
| Helyezés  | Pálya | Név                 | Nemzetiség | Idő     | Megj. |
| --------- | ----- | ------------------- | ---------- | ------- | ----- |
| Aranyérem | 3     | Zhao Jing           | CHN        | 59.05   |       |
| Ezüstérem | 5     | Anasztaszija Zujeva | RUS        | 59.06   |       |
| Bronzérem | 4     | Natalie Coughlin    | USA        | 59.15   |       |
| 4         | 6     | Emily Seebohm       | AUS        | 59.21   |       |
| 5         | 8     | Aya Terakawa        | JPN        | 59.35   |       |
| 6         | 7     | Belinda Hocking     | AUS        | 59.53   |       |
| 7         | 1     | Elizabeth Simmonds  | GBR        | 59.89   |       |
| 8         | 2     | Sinead Russell      | CAN        | 1:00.20 |       |